# Лабастид-Вильфранш
Лабасти́д-Вильфра́нш (фр. Labastide-Villefranche) — коммуна во Франции, находится в регионе Аквитания. Департамент — Атлантические Пиренеи. Входит в состав кантона Ортез и Тер-де-Гав и дю Сель. Округ коммуны — По.
Код INSEE коммуны — 64291.

## География

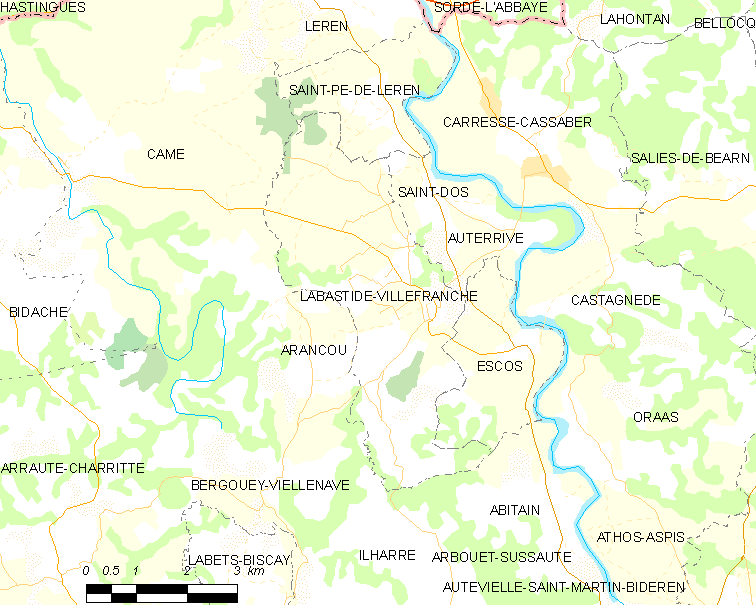
Карта коммуны

Коммуна расположена приблизительно в 660 км к югу от Парижа, в 160 км южнее Бордо, в 60 км к западу от По.
На северо-западе коммуны протекает река Банью.

### Климат
Климат тёплый океанический. Зима мягкая, средняя температура января — от +5°С до +13°С, температуры ниже −10 °C бывают редко. Снег выпадает около 15 дней в году с ноября по апрель. Максимальная температура летом порядка 20-30 °C, выше 35 °C бывает очень редко. Количество осадков высокое, порядка 1100 мм в год. Характерна безветренная погода, сильные ветры очень редки.

## Население
Население коммуны на 2010 год составляло 342 человека.
| 1962 | 1968 | 1975 | 1982 | 1990 | 1999 | 2010 |
| ---- | ---- | ---- | ---- | ---- | ---- | ---- |
| 412  | 378  | 364  | 332  | 284  | 292  | 342  |

## Администрация
| Период | Период | Фамилия                 | Партия | Примечания |
| ------ | ------ | ----------------------- | ------ | ---------- |
| 1995   | 2001   | Мартин Кантон-Аргендеги |        |            |
| 2001   | 2008   | Ролан Ишас              |        |            |
| 2008   | 2020   | Жан-Пьер Сальнав        |        |            |

## Экономика
В 2010 году среди 195 человек трудоспособного возраста (15-64 лет) 131 были экономически активными, 64 — неактивными (показатель активности — 67,2 %, в 1999 году было 71,6 %). Из 131 активных жителей работали 113 человек (69 мужчин и 44 женщины), безработных было 18 (5 мужчин и 13 женщин). Среди 64 неактивных 17 человек были учениками или студентами, 29 — пенсионерами, 18 были неактивными по другим причинам.

## Достопримечательности
- Средневековая приходская церковь Вознесения Иисуса Христа[4]
- Монастырская часовня XII века. Исторический памятник с 1988 года[5]
- Башня XIV века. Исторический памятник с 1915 года[6]
- Особняк шато Бижу (1763 год). Исторический памятник с 2008 года[7]

## Фотогалерея

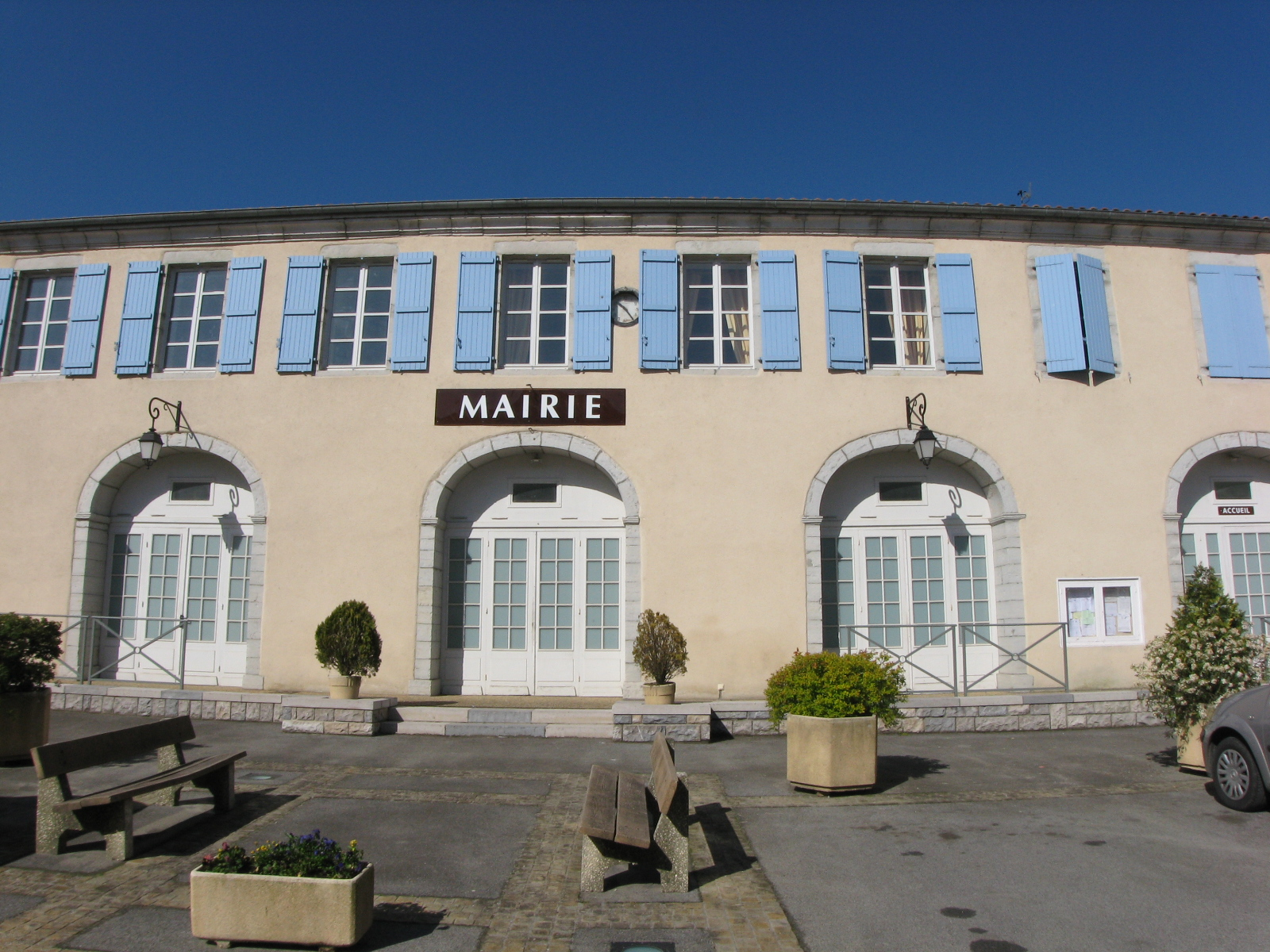
Мэрия
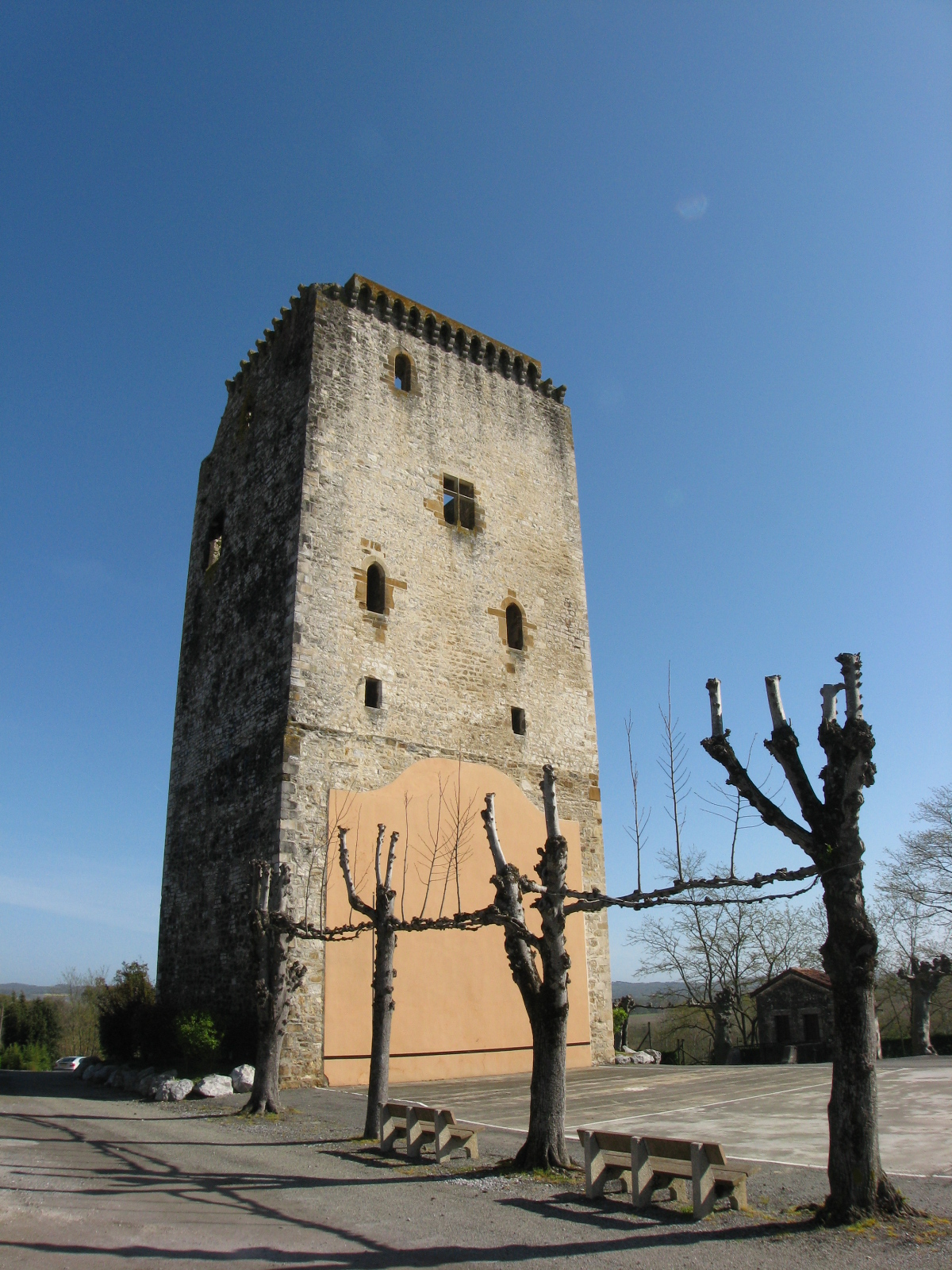
Башня
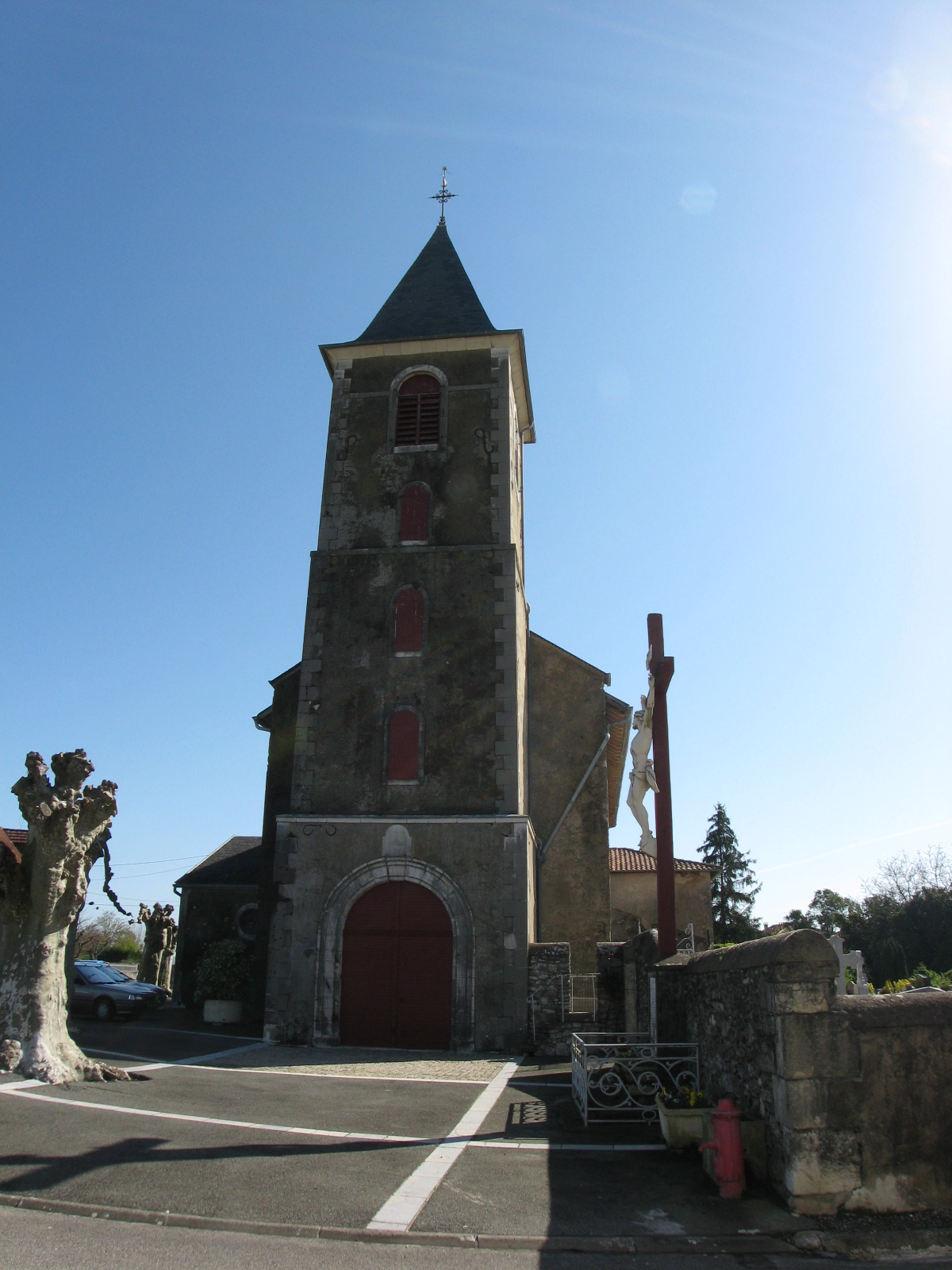
Церковь Вознесения Иисуса Христа
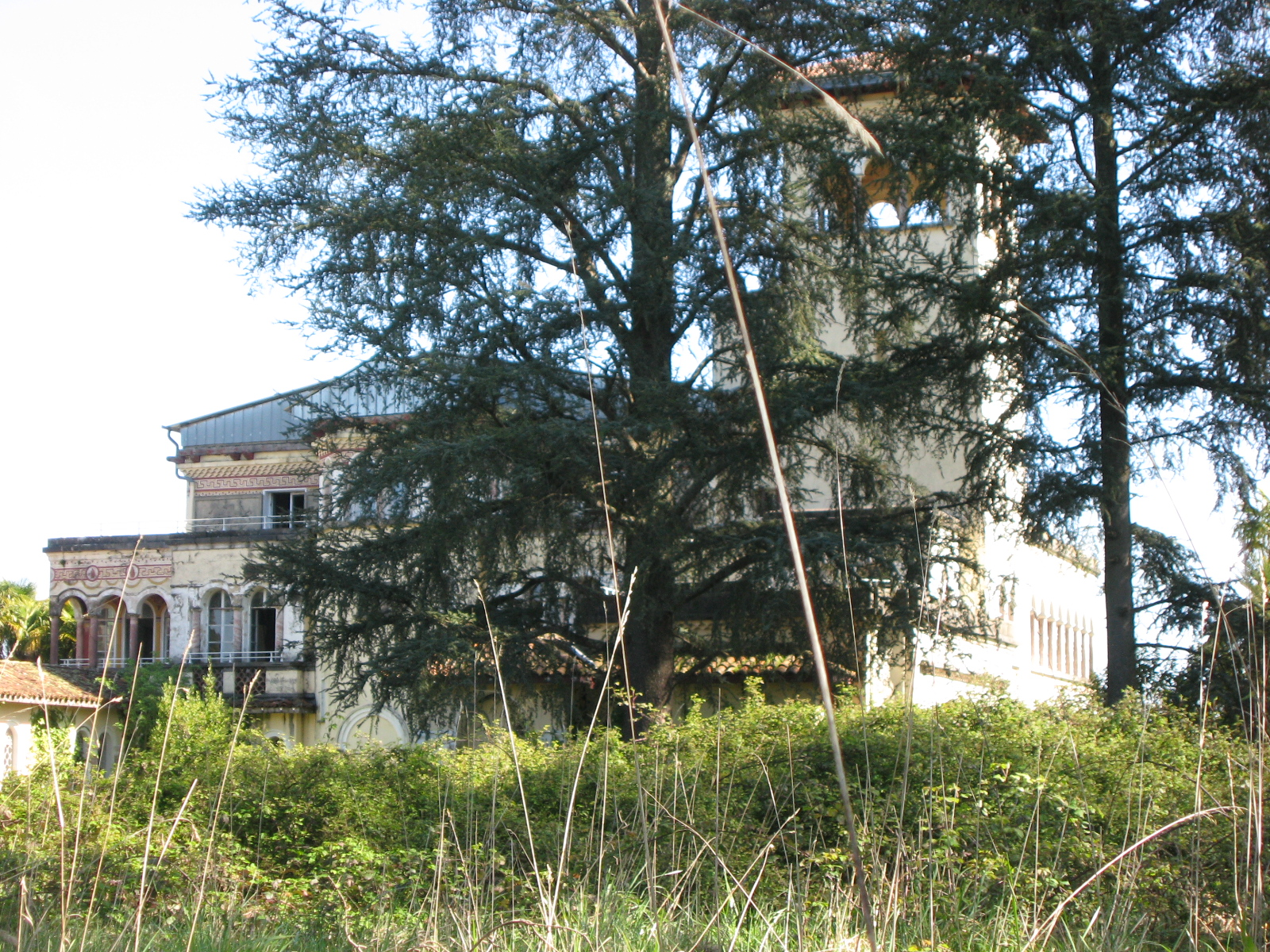
Шато Бижу
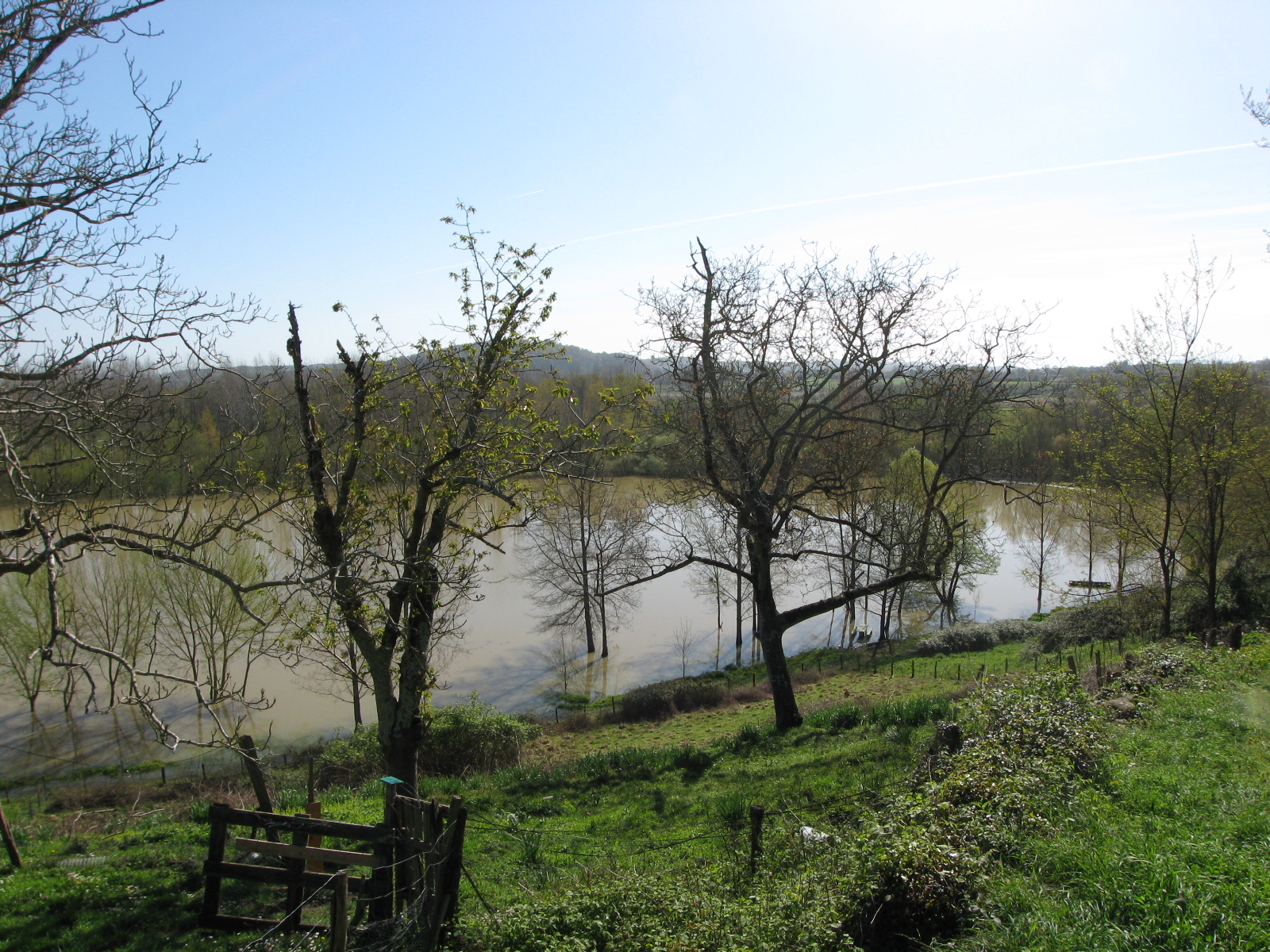
Озеро